# Ларин, Пётр Михайлович
Пётр Миха́йлович Ла́рин (4 июня 1914, Кинзелька, Вознесенская волость, Бузулукский уезд, Самарская губерния, Российская империя — 30 октября 1987, Йошкар-Ола, Марийская АССР, РСФСР, СССР) — советский деятель сельского хозяйства, зоотехник. Заместитель министра сельского хозяйства Марийской АССР (1958—1961), главный зоотехник Министерства сельского хозяйства Марийской АССР (1962—1971). Заслуженный зоотехник РСФСР (1965). Участник Великой Отечественной войны.

## Биография
Родился 4 июня 1914 года в селе Кинзелька ныне Красногвардейского района Оренбургской области в крестьянской семье.
В 1940 году окончил Казанский зооветеринарный институт.
В 1941 году призван в РККА. Участник Великой Отечественной войны: младший лейтенант авиации. Демобилизовался из армии в 1946 году. Награждён орденом Отечественной войны II степени и медалями. 
С 1946 года — зоотехник Горномарийской МТС, в 1955 году — главный зоотехник Звениговской МТС, в 1956—1958 годах — Оршанской МТС Марийской АССР.
В 1958—1961 годах — заместитель министра сельского хозяйства, в 1962—1971 годах — главный зоотехник Министерства сельского хозяйства Марийской АССР.
Является автором нескольких книг: «Кролиководство в Марийской АССР» (1960), «Мясной откорм свиней» (1968), «Заготовка и использование кормов» (1970) и др. 
За вклад в развитие сельского хозяйства в 1965 году ему присвоено почётное звание «Заслуженный зоотехник РСФСР». Награждён орденом Трудового Красного Знамени и медалями.
Скончался 30 октября 1987 года в г. Йошкар-Оле.

## Звания и награды

### Трудовые
- Заслуженный зоотехник РСФСР (1965)[1][2]
- Заслуженный зоотехник Марийской АССР (1964)[1][2]
- Орден Трудового Красного Знамени (1966)[1][2]
- Медаль «За доблестный труд. В ознаменование 100-летия со дня рождения Владимира Ильича Ленина» (1970)
- Бронзовая медаль ВДНХ (1966)[1][2]

### Боевые
- Орден Отечественной войны II степени (06.04.1985)[1][2]
- Медаль «За победу над Германией в Великой Отечественной войне 1941—1945 гг.» (09.05.1945)